# Kniaguínino
Kniaguínino (en rus: Княги́нино) és un poble de l'óblast de Briansk, a Rússia, que el 2013 tenia 461 habitants, pertany al districte de Sevsk.